# التوسع الصيني
يثير التوسع الصيني جدلا كبيرًا، إذ يعتبره عالم الإنسانيات الأمريكي فرانسس هسو خرافة من وجهة نظر تاريخية. يعتبره هسو اختلاقا أمريكيا في ضوء التوسع الأمريكي أثناء حرب فيتنام في مواجهة القوة الصينية العالمية منذ النصف الثاني للقرن العشرين.

## التوسع الصيني المبكر

### بداية التوسع الصيني
تاريخيًا، كانت الصين إمبراطورية كبرى وعبر تاريخها، تطورت من الحوض الشمالي لنهر هواشيا، التي يعتقد أنها تقع بين نهري الأصفر ونهر اليانغتسي، أصبحت تدريجيًا قوة رئيسية من العصر القديم. ولتحقيق ذلك، عملت سلالات عرقية هان الصينية المختلفة على استمرار توسع الأمة، حتى توحدت تحت حكم أسرة تشين. ومع ذلك، كانت سلالة تشين فقط هي التي بدأت الصين بالفعل عملية توسعها في دول أخرى. أدى توسع سلالة تشين في النهاية إلى اتصالاتها الأولى مع قبائل يوي القديمة، وامتدت إلى الكوريين القدماء، وكذلك شيونغنوس. وضعت سلالة تشين الأساس للتوسعات الإقليمية المستقبلية من قبل السلالات الصينية اللاحقة.
كانت سلالة هان تمثل ذروة التوسع الصيني المبكر. تحت حكم أسرة هان، تمكنت الصين من احتلال كوريا الشمالية وشمال فيتنام، وضمت عدة أجزاء من هذه الأراضي في هذه العملية.  تمكنت سلالة هان أيضًا من طرد العديد من القبائل البدوية والسيطرة، أحيانًا، على ما يمكن أن يكون شينجيانغ الحديثة، على الرغم من أنها كانت رمزية في الغالب بسبب الوضع المناخي غير المناسب والاضطرابات الداخلية.
بعد سقوط سلالة هان، تحررت كوريا من الصين، ولم يبق سوى شمال فيتنام تحت السيطرة الصينية، وأوقف عصر الممالك الثلاث التوسع الصيني مؤقتًا. ومع ذلك، تمكنت ساو وي وشو هان من توسيع مكاسبها الإقليمية في بعض الأجزاء الواقعة تحت سيطرتها الإقليمية. بمجرد انتهاء الممالك الثلاث وتأسيس سلالة جين، توقف التوسع الصيني عن أن يصبح العنوان الرئيسي لمدة أربعة قرون، حيث كانت الصين في حاجة ماسة إلى تعزيز أراضيها الحدودية بعد خسائرها السكانية الكبيرة.
سلالة سوي، التي أعادت توحيد الصين بعد 350 عامًا أخرى من الانقسامات، حاولت العودة إلى التوسع، لكن وصلت إلى نهايتها بعد أربع حملات كارثية على كوريا.

### سلالة تانغ
كان تأسيس سلالة تانغ بمثابة عودة للتوسع الصيني، إذ كانت تعتبر أيضًا ذروة الصين كقوة عظمى قديمة. تحت حكم أسرة تانغ، تمكنت الصين من الحفاظ على سيطرتها على شمال فيتنام، وعادت إلى كوريا. تمكنت الإمبراطورية الصينية أيضًا من بسط سيطرتها على شينجيانغ وآسيا الوسطى، ووصلت إلى أقصى الغرب مثل بحر آرال وبحر قزوين، على الرغم من أن سيطرتها على المناطق الحدودية لم تتوحد، كما سعت الصين إلى كسب الولاء من القبائل التركية. على الأقل، لمرة واحدة، تمكنت الإمبراطورية الصينية من التسلل إلى أراضي التبت واحتلت لاسا، حتى اضطروا إلى التخلي عنها بسبب مناخها الصعب.
شُكّك في إمكاتية نجاح التوسع الصيني التانغ بعد معركة تالاس في قيرغيزستان الحديثة، عندما هزم العرب الإمبراطورية الصينية. ومع ذلك، ظلت الصين قوية بما يكفي للتعامل مع ثقل كبير حتى ثورة آن لوشان التي أدت إلى شلل الصين تمامًا. يعود ضعف الإمبراطورية الصينية جزئياً إلى التمرد، وبالتالي وصلت عملية توسع الصين إلى مستوى ضئيل، حيث لم تستطع الصين التعامل مع الغارات والغزوات المتكررة من قبل الأويغور والبدو، وكذلك التبتيين؛ بسبب خسارة الأراضي لكليهما أيضًا. كانت هذه مجرد عملية بطيئة لخسائر إقليمية أخرى عانت منها الصين في أعقاب التمرد.

### سلالة سونغ
عندما انهارت سلالة تانغ، دخلت الصين فترة السلالات الخمس والممالك العشر، ونتيجة لعدم الاستقرار المتكرر، تحرر الفيتناميون في النهاية من الصين في عام 938 ، ما وجه ضربة مدمرة للتوسع الصيني. ثم توحدت من قبل سلالة سونغ، وسرعان ما سعت سلالة سونغ إلى إحياء التوسع، وأطلقت غزوًا لشمال فيتنام في هذه العملية، ولكنها صُدّت. منذ ذلك الحين، كافحت سلالة سونغ لإعادة توحيد الأراضي الحدودية والأراضي الداخلية، فضلاً عن الحروب المتكررة مع فيتنام وسلالة لياو وسلالة جين وشيا الغربية. منع هذا سلالة سونغ من القيام بأي حملات عسكرية جادة، وسيظل هذا الأمر كذلك حتى غزوها من قبل أسرة يوان عام 1279.

## التوسع الصيني في العصور الوسطى

### سلالات يوان ومينغ
تأسست سلالة يوان من قبل المغول على الطراز الصيني التقليدي عام 1271. تميزت سلالة يوان بالتوسع الصيني المغولي، وقامت الصين اليوان بمحاولات لغزو مناطق أخرى. شنّت سلالة يوان غزوتين على بورما، إذ وجه الغزو الأول ضربة مدمرة بالنسبة لمملكة باغان وأدى فعليًا إلى انهيارها. بالإضافة إلى ذلك، تمكنت سلالة يوان أيضًا من غزو كوريا. حققت سلالة يوان أيضًا نجاحًا كبيرًا في غزو التبت، وبالتالي دمج التبت في الأراضي الصينية لأول مرة في التاريخ. ومع ذلك، لم تنجح سلالة يوان في محاولتها غزو فيتنام، كما أدت رحلاتها البحرية لغزو جاوة واليابان إلى نتائج كارثية، ما أدى في النهاية إلى نهاية الرغبات التوسعية الصينية المغولية.
بعد انهيار أسرة يوان، كانت سلالة مينغ المنشأة حديثًا مترددة في البداية في الشروع في التوسع بسبب الدمار الناجم عن التمردات في السنوات الأخيرة من عهد أسرة يوان. كان الإمبراطور الأول من مينغ، هونغ وو، ضد التوسع علانيةً وأصر على النهج السلمي فقط. وحذّر على وجه التحديد أباطرة المستقبل للدفاع فقط ضد البرابرة الأجانب، وعدم الانخراط في حملات عسكرية تابعة للغزوات. ومع ذلك، بمجرد وفاة هونغ وو، شهد عهد يونغلي محاولة الصين العودة إلى التوسع، من خلال شن غزو لفيتنام، ما أدى في النهاية إلى الهيمنة الصينية الرابعة. ومع ذلك، أثبتت فيتنام أنها تستطيع الوقوف في وجه التوسع الصيني، ما أدى في النهاية إلى هزيمتها في في معركة توت دونغ-شوك دونغ وانهيار الحكم الصيني بعد 20 عامًا. بعد فشلها في توطيد حكمها على فيتنام، بدأت سلالة مينج في التركيز فقط على الشؤون الداخلية، ورفضت القيام بمزيد من التدخلات أو الحملات، باستثناء الحملات البحرية والتجارة.

## مواضع الجدل

### نزاعات بحر الصين الشرقي
مع الإصلاح الاقتصادي الصيني لعام 1978 الذي أطلقه دنغ شياو بينغ، زادت الصين من موقفها السياسي ونفوذها وقوتها في الخارج. من ناحية، تظل الصين محايدة بشدة ولا تدخل نفسها في أي صراع، وحدودها البرية مستقرة. زادت الصين من نفوذها، في الوقت الذي استخدمت فيه الثروة العسكرية والاقتصادية والمطالبات بالأراضي حول الجزر ما تسببت في قلق جيرانها في الشرق، مثل الفلبين واليابان.

### نزاعات بحر الصين الجنوبي
تشمل نزاعات بحر الصين الجنوبي مطالبات جزرية وبحرية للصين على العديد من الدول المجاورة ذات السيادة في المنطقة، مثل بروناي وجمهورية الصين (جمهورية الصين/تايوان) وإندونيسيا وماليزيا والفلبين وفيتنام. دارت الخلافات حول الجزر والشعاب المرجانية والضفاف ومناطق أخرى في بحر الصين الجنوبي، بما في ذلك جزر سبراتلي وجزر باراسيل وسكاربورو شول والحدود في خليج تونكين والمياه بالقرب من جزر ناتونا الإندونيسية.